# George Henry Kendrick Thwaites
George Henry Kendrick Thwaites (Brístol, 1811 - Kandy, Sri Lanka, 11 de septiembre de 1882) fue un botánico, y entomólogo inglés.

## Biografía
En Bristol, estudió botánica durante su tiempo libre, interesándose particularmente por los vegetales inferiores como algas y criptógamas. Se convirtió en botánico reconocido cuando demostró que las diatomeas no son animales, como se pensaba, sino algas.
En 1847, obtuvo un puesto de profesor en la "Facultad de Farmacia y de Medicina" de Bristol.
En 1849 fue nombrado superintendente del jardín botánico de Peradeniya, Ceilán, y luego su director de 1857 a 1880.
También, fue nombrado miembro de la Royal Society el 1 de junio de 1865.

## Obra
Contribuyó con diversas obras sobre la flora de Bristol y de su entorno:
- Topographical Botany
- The Phytologist)

Y publicaciones en revistas como
- Flora of Bristol, 1912
- Handbook to the Flora of Ceylon, 1900
- Curtis' Botanical Magazine, Tropical Agriculture, 1894
- Journal of Botany, 1882
- Proceedings of the Linnean Society, 1882-1883
- Transactions of the Botanical Society of Edinburgh, 1886

## Honores

### Eponimia
Especies (166 + 5 + 5 registros)
- (Acanthaceae) Brillantaisia thwaitesii (T.Anderson) L.H.Cramer[1]

- (Adiantaceae) Aleuritopteris thwaitesii (Mett. ex Kuhn) Saiki[2]

- (Combretaceae) Combretum thwaitesianum Van Heurck & Müll.Arg.[3]

- (Euphorbiaceae) Ptychopyxis thwaitesii (Müll.Arg.) Croizat[4]

- (Polypodiaceae) Colysis thwaitesianus (Fée) Rajkumar & Arunach.[5]

- (Rubiaceae) Neanotis thwaitesiana (Hance) W.H.Lewis[6]
- La abreviatura «Thwaites» se emplea para indicar a George Henry Kendrick Thwaites como autoridad en la descripción y clasificación científica de los vegetales.[7]

## Abreviatura (zoología)
La abreviatura Thwaites  se emplea para indicar a George Henry Kendrick Thwaites como autoridad en la descripción y taxonomía en zoología.